# 河内長野郵便局
河内長野郵便局（かわちながのゆうびんきょく）は、大阪府河内長野市にある郵便局。民営化前の分類では集配普通郵便局であった。

## 概要
住所：〒586-8799 大阪府河内長野市喜多町154

## 沿革
- 1910年（明治43年）2月6日 - 長野郵便局（三等）として開設[1]。
- 1953年（昭和28年）4月1日 - 天野簡易郵便局の廃止に伴い、取扱業務を承継[2]。
- 1956年（昭和31年）10月1日 - 河内長野郵便局に改称[3]。
- 1957年（昭和32年）12月1日 - 特定郵便局から普通郵便局に局種別改定。
- 1958年（昭和33年）9月1日 - 河内長野市長野町から同市古野町に移転。
- 1959年（昭和34年）4月1日 - 電話交換事務の取扱を富田林電報電話局河内長野分室に移管。
- 1962年（昭和37年）6月3日 - 和文電報受付・配達、国内欧文電報受付・配達、国際電報受付・配達、電話通話の各業務を富田林電報電話局河内長野分室に移管。
- 1977年（昭和52年）7月25日 - 河内長野市本町から同市喜多町に移転。
- 1977年（昭和52年）8月1日 - 和文電報受付および電話通話業務を開始。
- 1977年（昭和52年）10月24日 - 天見郵便局から集配業務を移管。
- 1993年（平成5年）1月18日 - 天見郵便局の廃止に伴い、取扱事務を承継。
- 1998年（平成10年）9月1日 - 外国通貨の両替および旅行小切手の売買に関する業務取扱を開始。

・2003年（平成15年）2月22日− 天見南簡易郵便局天野簡易郵便局の一時閉鎖に伴い、取扱事務を承継。
- 2007年（平成19年）10月1日 - 民営化に伴い、併設された郵便事業河内長野支店に一部業務を移管。
- 2012年（平成24年）10月1日 - 日本郵便株式会社発足に伴い、郵便事業河内長野支店を河内長野郵便局に統合。

## 取扱内容
- 郵便、印紙、ゆうパック、内容証明
- 貯金、為替、振替、振込、国際送金、外貨両替・トラベラーズチェック、国債、投資信託
- 生命保険、バイク自賠責保険、自動車保険、がん保険、引受条件緩和型医療保険
- ゆうちょ銀行ATM
- 「586-00xx」区域（河内長野市全域）の集配業務
- ゆうゆう窓口

## 風景印
- 図案は金剛寺多宝塔・建掛塔・夕熙の楓。局名表記は「河内長野」
- 使用開始日は1981年（昭和56年）9月23日

## 周辺
- 河内長野市民総合体育館
- 清教学園中学校・高等学校
- 烏帽子形八幡神社
- 烏帽子形公園
- 石川、天見川
- オートバックス三日市店
- 青山第二病院

## アクセス
- 南海高野線 三日市町駅から徒歩約12分、南海高野線、近鉄長野線 河内長野駅から徒歩約14分
- 南海バス、モックルコミュニティバス 郵便局前停留所下車
- 国道371号沿い
- 駐車場あり：10台